# Sibonga
Sibonga là một đô thị hạng 3 của tỉnh Cebu, Philippines. Theo điều tra dân số năm 2007, đô thị này có dân số 40.765 người.

## Các đơn vị dân cư
Sibonga được chia thành các đơn vị hành chính gồm 25 khu dân cư (khu phố) (barangay).
| - Abugon - Bae - Bagacay - Bahay - Banlot - Basak - Bato - Cagay - Can-aga - Candaguit - Cantolaroy - Dugoan - Guimbangco-an | - Lamacan - Libo - Lindogon - Magcagong - Manatad - Mangyan - Papan - Poblacion - Sabang - Sayao - Simala - Tubod |